# Aurusuliana
Aurusuliana (łac. Aurusulianensis) – stolica historycznej diecezji w Cesarstwie rzymskim w prowincji Byzacena, współcześnie w okolicy Henchir-Guennara w Tunezji. Obecnie katolickie biskupstwo tytularne. Dotychczas dwukrotnie obsadzana polskimi biskupami. Od 1982 do 1988 biskupem tytularnym Aurusuliany był Edmund Piszcz, początkowo jako biskup pomocniczy chełmiński, a następnie jako administrator apostolski diecezji warmińskiej. W 2008 diecezję objął Adam Bałabuch, pierwszy w historii swojej diecezji biskup pomocniczy świdnicki.

## Biskupi tytularni
| Lp. | Biskup                             | Funkcja                                                                    | Od                   | Do                   |
| --- | ---------------------------------- | -------------------------------------------------------------------------- | -------------------- | -------------------- |
| 1   | James Gleeson                      | arcybiskup koadiutor Adelaide (Australia)                                  | 6 lipca 1964         | 1 maja 1971          |
| 2   | Patelisio Punou-Ki-Hihifo Finau SM | biskup koadiutor Tonga                                                     | 15 października 1971 | 7 kwietnia 1972      |
| 3   | Roberto Antonio Dávila Uzcátegui   | prałat apostolski San Fernando de Apure (Wenezuela)                        | 23 czerwca 1972      | 12 listopada 1974    |
| 4   | Gilberto Pereira Lopes             | biskup koadiutor Campinas (Brazylia)                                       | 19 grudnia 1975      | 10 lutego 1982       |
| 5   | Edmund Piszcz                      | biskup pomocniczy chełmiński administrator apostolski diecezji warmińskiej | 21 kwietnia 1982     | 22 października 1988 |
| 6   | Kamal Bathish                      | biskup pomocniczy łacińskiego patriarchatu Jerozolimy                      | 29 kwietnia 1993     | 29 października 1994 |
| 7   | Luciano Bux                        | biskup pomocniczy Bari-Bitonto (Włochy)                                    | 21 stycznia 1995     | 5 lutego 2000        |
| 8   | Francesco Montenegro               | biskup pomocniczy Messina-Lipari-Santa Lucia del Mela (Włochy)             | 18 marca 2000        | 23 lutego 2008       |
| 9   | Adam Bałabuch                      | biskup pomocniczy świdnicki                                                | 19 marca 2008        |                      |